# 哈达玛安乐死中心

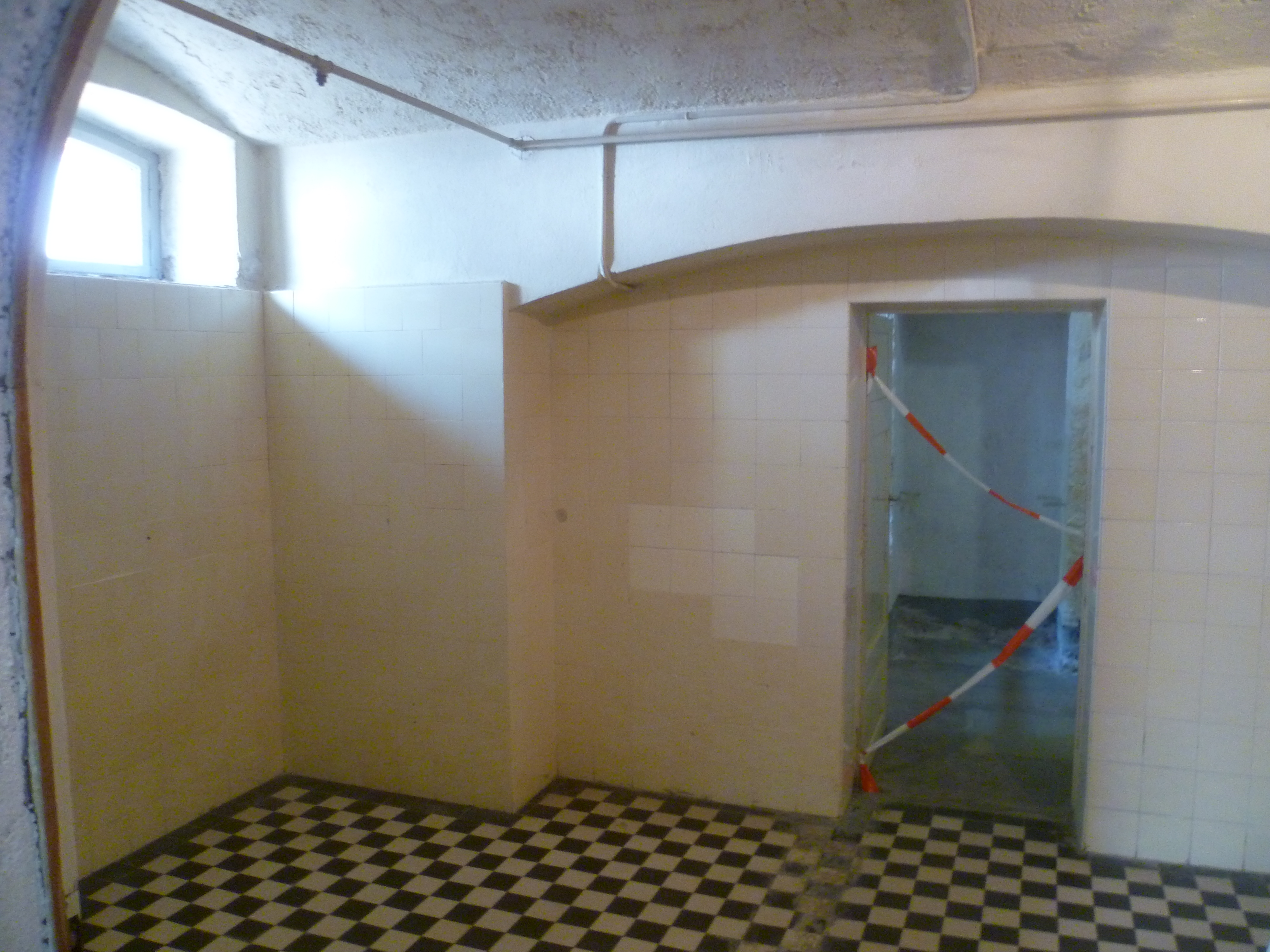
哈达玛安乐死中心毒气室

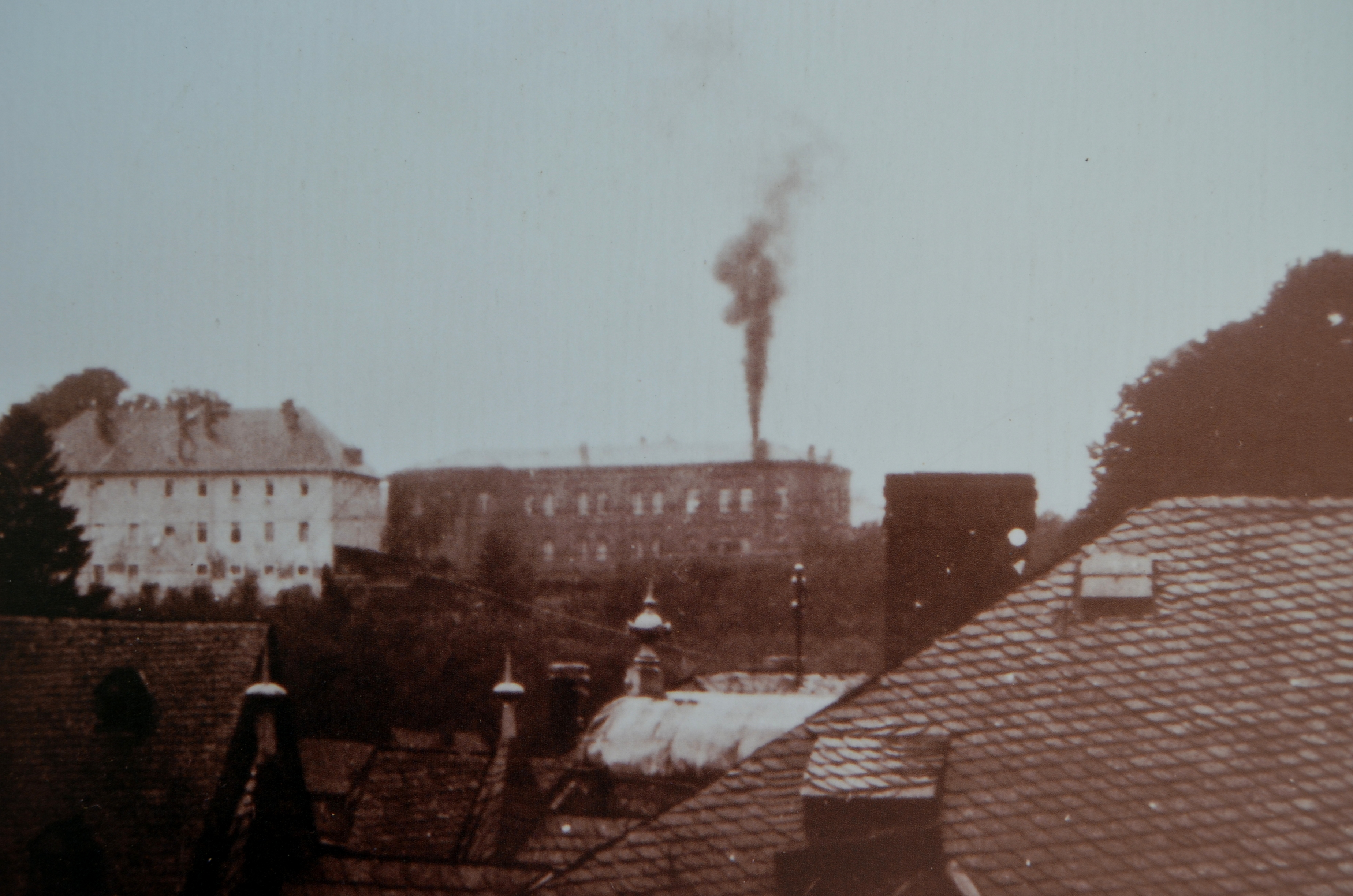
哈达玛安乐死中心火葬场烟囱

哈达玛安乐死中心（德語：NS-Tötungsanstalt Hadamar）是1941年至1945年期间位于德国黑森兰河畔林堡附近哈达马尔的一家精神病院。
从1939年开始，纳粹德國将这一地点作为T-4行动的六个地点之一，纳粹德國对德国社会中 "不受欢迎"的人，特别是那些有身体和精神残疾的人进行绝育和屠殺。据估计，共有20万人在这些设施中被杀害，其中就有成千上万的儿童。T-4行动源自纳粹主义思想家提出的关于种族纯洁的優生學思想。虽然该计划于1941年正式结束，但一直持续到1945年德国投降。共近15,000名德国公民被送到医院，并在那里被杀害，大部分是在毒气室里被殺死。此外，数百名来自波兰和其他被纳粹占领的国家的劳工也在那里被杀害。
哈达玛安乐死中心在战后属于美国占领区。1945年10月8日至15日期间，美国军队审判當初參與哈达玛安乐死中心謀殺之人，这是第二次世界大战后的第一次大规模暴行审判。美軍以谋杀盟国公民，即来自波兰和其他国家的人的罪名起诉了哈达玛安乐死中心医生和工作人员。根据国际法，美国有權利對犯下这些罪行的人進行懲罰。有几个人因謀殺被定罪並被处决。之後的1946年，一名医生和护士又因在医院谋杀了近15000名德国公民而被德国人起诉。两人最終都被定罪。